# Gangsta's Paradise (sang)
"Gangsta's Paradise" er en sang af den amerikansk rapper Coolio med sangeren L.V. Sangen blev udgivet på Coolios album af samme navn og på soundtracket på filmen Dangerous Minds (1995). Sangen bruger en sampling fra omkvædet og instrumenteringen fra Stevie Wonders sang "Pastime Paradise" fra 1976.
Sangen blev listet som nummer 85 på Billboard's Greatest Songs of All-Time og var den bedst sælgende single i 1995 på den amerikanske Billboard. I 2008 blev den rangeret som nummer 38 på VH1's 100 Greatest Songs of Hip Hop. Coolio modtog en Grammy Award for Bedste solo rap-præstation, to MTV Video Music Awards for Best Rap Video og Best Video from a Film og en Billboard Music Award for sangen og albummet. Sangen blev stemt ind som den bedste single fra 1995 i The Village Voice Pazz & Jop.
"Gangsta' Paradise" har solgt over 5 millioner eksemplarer i USA, Storbritannien og Tyskland alene, og mindst 6 millioner på verdensplan, hvilket gør den til en af de bedst-sælgende singler nogensinde: Coolio optrådte med sangen til Billboard Music Awards i 1995 sammen med L.V. og Wonder ved og Grammy Awards 1996 sammen med L.V.

## Hitlister
| Hitliste (1995–96)                               | Højeste placering |
| ------------------------------------------------ | ----------------- |
| Australien (ARIA)                                | 1                 |
| Østrig (Ö3 Austria Top 40)                       | 1                 |
| Belgien (Ultratop 50 Flanderen)                  | 1                 |
| Belgien (Ultratop 50 Vallonien)                  | 1                 |
| Canada Top Singles (RPM)                         | 29                |
| Canada Dance/Urban (RPM)                         | 3                 |
| Canada (The Record)                              | 5                 |
| Denmark (IFPI)                                   | 1                 |
| Europe (Eurochart Hot 100)                       | 1                 |
| Finland (Suomen virallinen lista)                | 1                 |
| Frankrig (SNEP)                                  | 1                 |
| Tyskland (Official German Charts)                | 1                 |
| Iceland (Íslenski Listinn Topp 40)               | 1                 |
| Irland (IRMA)                                    | 1                 |
| Italy (Musica e dischi)                          | 1                 |
| Holland (Dutch Top 40)                           | 1                 |
| Holland (Single Top 100)                         | 1                 |
| New Zealand (RIANZ)                              | 1                 |
| Norge (VG-lista)                                 | 1                 |
| Poland (LP3)                                     | 3                 |
| Skotland (Official Charts Company)               | 1                 |
| Spain (AFYVE)                                    | 20                |
| Sverige (Sverigetopplistan)                      | 1                 |
| Schweiz (Schweizer Hitparade)                    | 1                 |
| Storbritannien Singles (Official Charts Company) | 1                 |
| Storbritannien R&B (Official Charts Company)     | 1                 |
| USA Billboard Hot 100                            | 1                 |
| USA Hot R&B/Hip-Hop Songs (Billboard)            | 2                 |
| USA Rhythmic (Billboard)                         | 2                 |
| USA Mainstream Top 40 (Billboard)                | 17                |

| Hitliste (1995)                  | Placering |
| -------------------------------- | --------- |
| Australian Singles Chart         | 1         |
| Austrian Singles Chart           | 21        |
| Belgian (Flanders) Singles Chart | 4         |
| Belgian (Wallonia) Singles Chart | 6         |
| Canada Dance (RPM)               | 45        |
| Dutch Top 40                     | 23        |
| Dutch Single Top 100             | 5         |
| Eurochart Hot 100                | 5         |
| French Singles Chart             | 7         |
| Germany (Official German Charts) | 2         |
| New Zealand (Recorded Music NZ)  | 1         |
| Sweden (Sverigetopplistan)       | 1         |
| UK Singles Chart                 | 2         |
| US Billboard Hot 100             | 1         |
| Chart (1996)                     | Position  |
| Austrian Singles Chart           | 6         |
| Belgian (Flanders) Singles Chart | 16        |
| Belgian (Wallonia) Singles Chart | 8         |
| German Singles Chart             | 14        |
| Swedish Singles Chart            | 24        |
| Swiss Singles Chart              | 15        |
| US Billboard Hot 100             | 33        |

| Hitliste (1990–1999) | Placering |
| -------------------- | --------- |
| US Billboard Hot 100 | 14        |